# Disneys Jag-böcker
"Jag-böcker" är den allmänt vedertagna titeln på en serie böcker med Disneyserier, utgiven av Hemmets Journals förlag och senare Richters förlag under åren 1973 till 1993. Böckerna i serien var av ovanligt stort format, 26x35 cm, och vanligen på 192 sidor, med hårda pärmar.
Namnet "Jag-böcker" användes aldrig vid själva utgivningen (jämför Kalle Anka Guldbok), som ursprungligen var en svensk utgåva av en italiensk bokserie, Cartonatoni Disney utgiven av förlagshuset Mondadori. Från och med 1986 byggde den svenska utgivningen dock inte längre på den italienska.
Termen "Jag-böcker" kommer sig av titlarna på de första årens utgåvor.

## Jag Kalle Anka
- Originaltitel: Io Paperino, Cartonatoni Disney #2 (1971)
- Utkommen: 1973 (nyutgåva 1984)
- Tecknare: Carl Barks

| Nr | Titel                        | Originaltitel              | Titelfigur      | Sidor | Kod         |
| -- | ---------------------------- | -------------------------- | --------------- | ----- | ----------- |
| 1  | Det frusna guldet            | Frozen Gold                | Kalle Anka      | 24    | W OS 62-02  |
| 2  | Vilse i Anderna              | Lost In the Andes          | Kalle Anka      | 32    | W OS 223-02 |
| 3  | Kungstigrarna                | Maharajah Donald           | Kalle Anka      | 28    | W MOC 4-01  |
| 4  | Kalle Anka på Grönland       | Luck of the North          | Kalle Anka      | 32    | W OS 256-02 |
| 5  | Enhörningen                  | Trail of the Unicorn       | Kalle Anka      | 24    | W OS 263-03 |
| 6  | Brevet till jultomten        | Letter To Santa            | Kalle Anka      | 24    | W CP 1-01   |
| 7  | Jul i Pengalösa              | A Christmas For Shacktown  | Kalle Anka      | 32    | W OS 367-02 |
| 8  | Den finurlige Farbror Joakim | Only A Poor Old Man        | Joakim von Anka | 32    | W OS 386-02 |
| 9  | Den gyllene hjälmen          | The Golden Helmet          | Kalle Anka      | 32    | W OS 408-02 |
| 10 | På jakt efter Magentamärket  | The Gilded Man             | Kalle Anka      | 32    | W OS 422-02 |
| 11 | De sju städernas skatt       | The Seven Cities of Cibola | Joakim von Anka | 28    | W US 7-02   |

## Jag Farbror Joakim
- Originaltitel: Io Paperone, Cartonatoni Disney #3 (1972)
- Utkommen: 1975 (nyutgåva 1983)
- Tecknare: Carl Barks

| Nr | Titel                               | Originaltitel                      | Titelfigur      | Sidor | Kod         |
| -- | ----------------------------------- | ---------------------------------- | --------------- | ----- | ----------- |
| 1  | Jul på Björnberget                  | Christmas On Bear Mountain         | Kalle Anka      | 20    | W OS 178-02 |
| 2  | Det gamla slottets hemlighet        | The Old Castle's Secret            | Kalle Anka      | 32    | W OS 189-02 |
| 3  | Världsmästerskap i pengar           | The Money Champ                    | Joakim von Anka | 22    | W US 27-01  |
| 4  | Ökenfolket                          | Pipeline to Danger                 | Joakim von Anka | 17    | W US 30-01  |
| 5  | Guldklimpsbåten                     | The Golden Nugget Boat             | Joakim von Anka | 19    | W US 35-02  |
| 6  | Farbror Joakim och Ali Babas grotta | Cave of Ali Baba                   | Joakim von Anka | 16    | W US 37-02  |
| 7  | Ett bombsäkert kassaskåp            | The Unsafe Safe                    | Joakim von Anka | 19    | W US 38-02  |
| 8  | Den gamla kronan                    | For Old Dime's Sake                | Joakim von Anka | 18    | W US 43-01  |
| 9  | Maya-kungens krona                  | Crown of the Mayas                 | Joakim von Anka | 21    | W US 44-01  |
| 10 | Full fart med flygande mattan       | Rug Riders in the Sky              | Joakim von Anka | 16    | W US 50-01  |
| 11 | Guld och glömda gruvor              | McDuck of Arabia                   | Joakim von Anka | 24    | W US 55-01  |
| 12 | Mysteriet med spökstads-banan       | Mystery of the Ghost Town Railroad | Joakim von Anka | 24    | W US 56-02  |
| 13 | Jätte-robot-rövarna                 | The Giant Robot Robbers            | Joakim von Anka | 20    | W US 58-02  |
| 14 | Åter till Alaska                    | North of the Yukon                 | Joakim von Anka | 24    | W US 59-01  |
| 15 | Farofylld safari                    | So Far And No Safari               | Joakim von Anka | 24    | W US 61-02  |
| 16 | Fantomen i katedralen               | The Phantom of Notre Duck          | Joakim von Anka | 24    | W US 60-01  |
| 17 | Spökhuset                           | House of Haunts                    | Joakim von Anka | 24    | W US 63-02  |

## Jag Musse Pigg
- Originaltitel: Io Topolino , Cartonatoni Disney #1 (1970)
- Utkommen: 1976
- Tecknare: Floyd Gottfredson

| Nr | Titel                                       | Originaltitel                         | Titelfigur | Sidor | Kod    |
| -- | ------------------------------------------- | ------------------------------------- | ---------- | ----- | ------ |
| 1  | Musse Pigg i Djävulsdalen                   | Death Valley                          | Musse Pigg | 22    | YM 002 |
| 2  | Musse Pigg och Långben som privatdetektiver | The Crazy Crime Wave                  | Musse Pigg | 12    | YM 019 |
| 3  | Musse Pigg och smugglarna                   | The Captive Castaways                 | Musse Pigg | 12    | YM 020 |
| 4  | Musse Pigg i kalifens land                  | The Sacred Jewel                      | Musse Pigg | 12    | YM 024 |
| 5  | Musse Pigg som tidningskung                 | Editor-in-grief                       | Musse Pigg | 12    | YM 026 |
| 6  | Musse Pigg och Klarabellas skatt            | Race for Riches                       | Musse Pigg | 16    | YM 027 |
| 7  | Musse Pigg som hemlig agent                 | Mickey Mouse Joins the Foreign Legion | Musse Pigg | 20    | YM 030 |
| 8  | Musse Pigg i spökhuset                      | The Seven Ghosts                      | Musse Pigg | 16    | YM 031 |
| 9  | Musse Pigg i Gugubas djungler               | In Search of Jungle Treasure          | Musse Pigg | 18    | YM 033 |
| 10 | Musse Pigg i vilda västern                  | Sheriff of Nugget Gulch               | Musse Pigg | 12    | ZM 014 |

## Jag Långben
- Originaltitel: Io Pippo , Cartonatoni Disney #9 (1980)
- Utkommen: 1977
- Tecknare: Floyd Gottfredson

Boken innehåller 11 st. äventyr, bland andra följande
- De djärva valfångarna
- Rörmokar-ligan
- Jakten på Spökplumpen
- Semester och lösenpengar
- Urtidsön
- Juvelstölden
- Rivalen
- Den hemlighetsfulla korpen

## 365 dagar med Kalle Anka
- Originaltitel: Paperino 365 sketches 1936-1945 storie per un anno, Cartonatoni Disney #5 (1975)
- Utkommen: 1978
- Tecknare: Al Taliaferro

## 365 dagar med Musse Pigg
- Originaltitel: Topolino 365 sketches 1932-1942 storie per un anno, Cartonatoni Disney #6 (1977)
- Utkommen: 1979
- Tecknare: Floyd Gottfredson och Manuel Gonzales

## Vi Knatte Fnatte Tjatte
- Originaltitel: Noi, Qui Quo Qua, Cartonatoni Disney #7 (1978)
- Utkommen: 1980
- Tecknare: Carl Barks

Boken innehåller 14 st. äventyr, bland andra följande
| Nr | Titel                                  | Originaltitel                  | Titelfigur      | Sidor | Kod         |
| -- | -------------------------------------- | ------------------------------ | --------------- | ----- | ----------- |
|    | Kalle Anka och spöket i grottan        | The Ghost of the Grotto        | Kalle Anka      | 26    | W OS 159-01 |
|    | Farbror Joakim och kung Salomos gruvor | The Mines of King Solomon      | Joakim von Anka | 27    | W US 19-02  |
|    | Skeppsråttor i lasten                  | All at Sea                     | Joakim von Anka | 17    | W US 31-01  |
|    | De gyllene gässens ö                   | Isle of Golden Geese           | Joakim von Anka | 23    | W US 45-01  |
|    | Vildhundarnas drottning                | The Queen of the Wild Dog Pack | Joakim von Anka | 24    | W US 62-02  |

## Jag Stål-Kalle
- Originaltitel: Io Paperinik, Cartonatoni Disney #11 (1981)
- Utkommen: 1981 (nyutgåva 1986)
- Tecknare: Giovan Battista Carpi, Romano Scarpa och Massimo De Vita

## Mimmi & Musse
- Originaltitel: Le grandi storie di Topolino, Cartonatoni Disney #8 (1979)
- Utkommen: 1981
- Tecknare: Floyd Gottfredson

## Vi två Kajsa & Kalle
- Originaltitel: Noi Due - Paperino e Paperina, Cartonatoni Disney #12 (1971)
- Utkommen: 1973 (nyutgåva 1983)
- Tecknare: Carl Barks

## Långben & Musse
- Originaltitel: Io & Pippo, Cartonatoni Disney #15 (1985)
- Utkommen: 1985
- Tecknare: Paul Murry

## Musse Pigg – Gamla goda årgångar 1930-34
- Originaltitel: ingen italiensk motsvarighet
- Utkommen: 1986
- Tecknare: Floyd Gottfredson

## Jul i Ankeborg
- Originaltitel: ingen italiensk motsvarighet
- Utkommen: 1987
- Tecknare: Carl Barks, Paul Murry, Floyd Gottfredson m.fl.

## Stora Musse Pigg-boken
- Originaltitel: ingen italiensk motsvarighet
- Utkommen: 1988
- Tecknare: Floyd Gottfredson

## Mitt liv som anka
- Originaltitel: Paperino il Grande, Cartonatoni Disney #14 (1984)
- Utkommen: 1988
- Tecknare: Carl Barks, Al Taliaferro, Floyd Gottfredson m.fl.

## Jag Magica de Hex
- Originaltitel: Io Amelia la strega che ammalia, Cartonatoni Disney #20 (1990)
- Utkommen: 1989
- Tecknare: Romano Scarpa, Giorgio Cavazzano m.fl.

## Kalle Ankas stora skattjakt
- Originaltitel: ingen italiensk motsvarighet
- Utkommen: 1990
- Tecknare: Giorgio Cavazzano och Massimo De Vita

## Musse Pigg på nya äventyr
- Originaltitel: ingen italiensk motsvarighet
- Utkommen: 1991
- Tecknare: Giovan Battista Carpi, Giorgio Cavazzano och Massimo De Vita

## Kalle Anka – Det var en gång
- Originaltitel: ingen italiensk motsvarighet
- Utkommen: 1992
- Tecknare: Giovan Battista Carpi, Giorgio Cavazzano m.fl.

## Farbror Joakim – Kronan på verket
- Originaltitel: ingen italiensk motsvarighet
- Utkommen: 1993
- Tecknare: Giorgio Cavazzano och Massimo De Vita